# 费利克斯·福尔站
费利克斯·福尔站（法語：Félix Faure）是巴黎地鐵的一個車站。费利克斯·福尔站位於巴黎15區，開通於1937年7月27日，是8號線延伸工程的一部分。車站名稱來自於费利克斯·福尔路。费利克斯·福尔是1895年至1899年期間的法國總統。

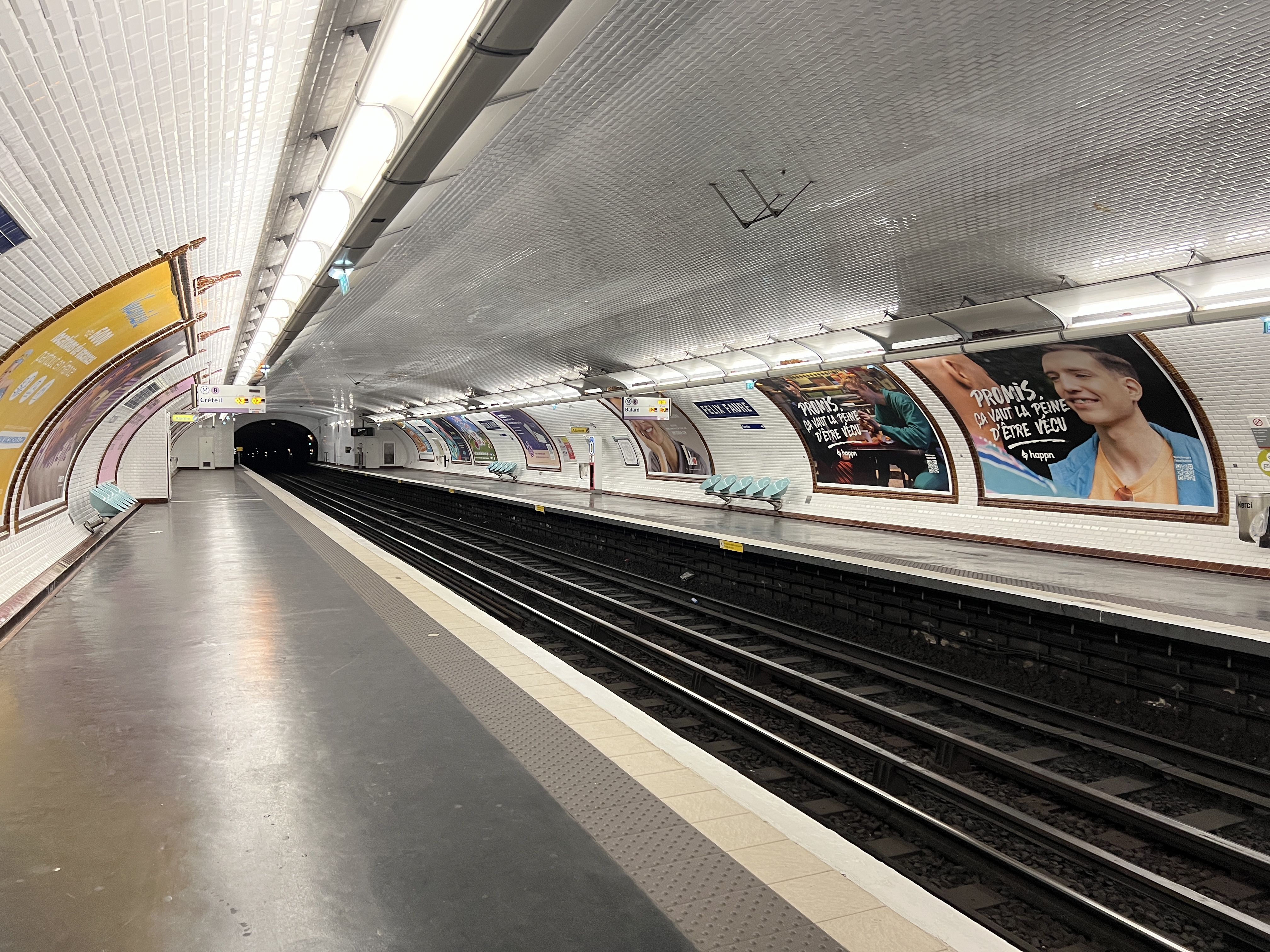
月台（2022年7月）

## 車站結構
| 街道      |                    |                    |
| B1        | 連接層             |                    |
| 8號線月台 | 側式月台，右側開門 | 側式月台，右側開門 |
| 8號線月台 | 西行               | 往巴拉（布奇科）   |
| 8號線月台 | 東行               | 往湖之角（商業）   |
| 8號線月台 | 側式月台，右側開門 |                    |